# Código ONU dos produtos químicos
Código ONU ou Número ONU para produtos químicos é o número de série de 4 ou mais dígitos gravados como chassis nas embalagens maiores que 5kg , dado ao artigo ou substância química, de acordo com o sistema das Nações Unidas
Quando de seu transporte, na Ficha de Emergência e na 'Ficha Técnica de Segurança' (em inglês, en:Material Safety Data Sheet ou MSDS) obrigatóriamente deve constar para que as instituições reguladoras identifiquem sua origem e destino de descarte final , entre diversas outras informações (tais como: Nome e descrição, Nome apropriado para Embarque, Número de Risco, Classe de risco, Risco subsidiário, Grupo de embalagem, etc), o código en:'''IMO''' ship identification number e ONU da substância.
A Relação Numérica de Produtos Perigosos encontra-se no Capítulo 3.2 da Resolução de nº 5.232 da ANTT de 14/12/2016.